# اندرسونویل (غرب ویرجینیا)
اندرسونویل (به انگلیسی: Andersonville) یک منطقهٔ مسکونی در ایالات متحده آمریکا است که در شهرستان مارشال، ویرجینیای غربی واقع شده است. اندرسونویل ۳۰۳٫۸۹ متر بالاتر از سطح دریا قرار دارد.